# Pátzcuarosjön

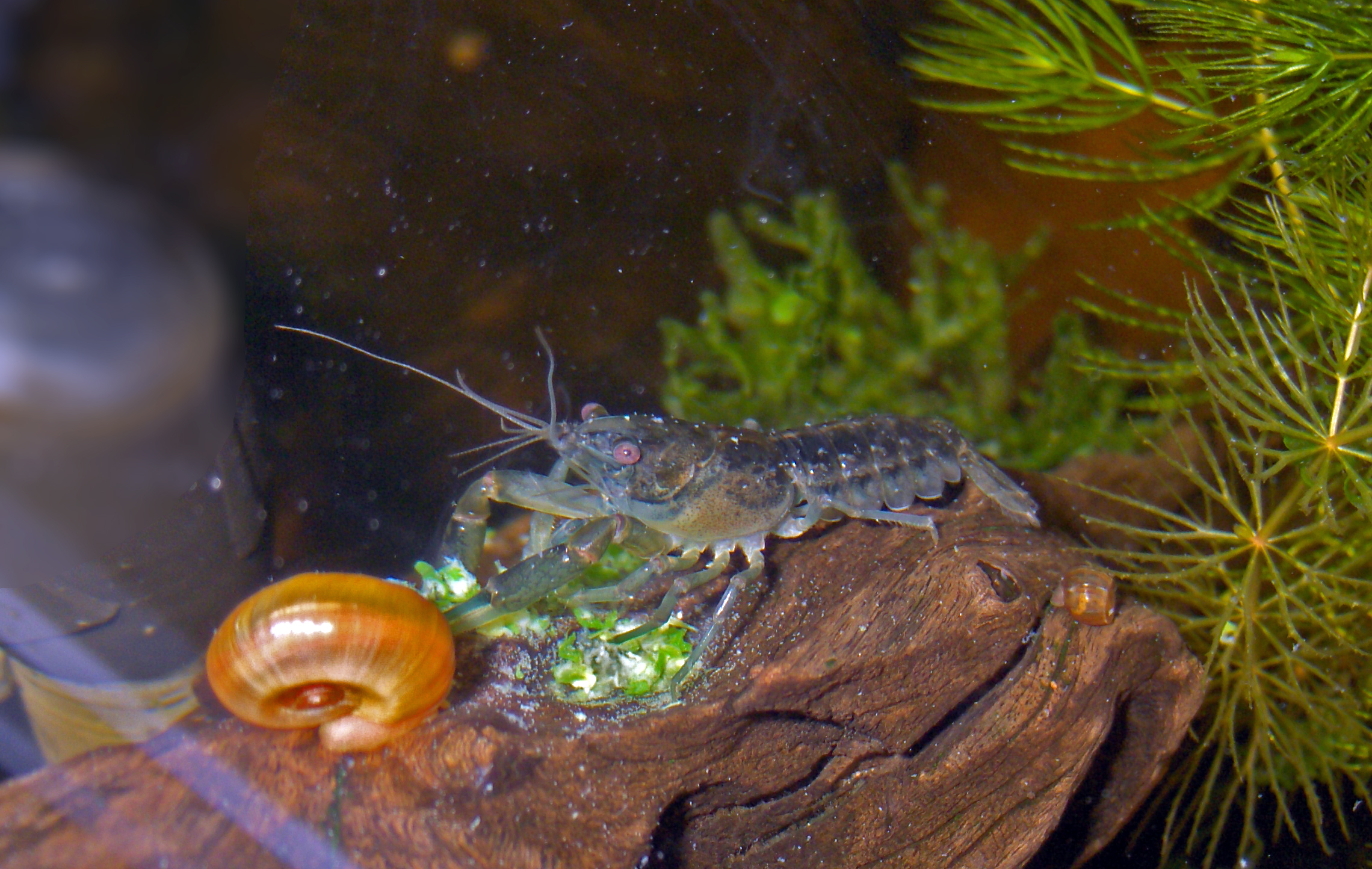
Vuxen hane av mexikansk dvärgkräfta (Cambarellus patzcuarensis), vars artepitet den fått efter Pátzcuarosjön.

Pátzcuarosjön, på spanska Lago de Pátzcuaro, är Mexikos högst belägna sjö, och belägen i delstaten Michoacán.
Sjön ingår med 707 hektar i våtmarksskyddet enligt Ramsarkonventionen (Konvention om våtmarker av internationell betydelse, i synnerhet såsom livsmiljö för våtmarksfåglar) sedan den 2 februari 2005, med det officiella namnet Humedales del Lago de Pátzcuaro och referensnummer 1447.

## Fauna
Flera djurarter lever endemiskt i Pátzcuarosjön, bland dem Ambystoma dumerilii, en neoten art bland mullvadssalamandrarna. Sjön är också ett av få naturliga habitat för mexikansk dvärgkräfta (Cambarellus patzcuarensis).